# 安部信賢
安部 信賢（あんべ のぶかた）は、江戸時代中期の大名。武蔵国岡部藩5代藩主。官位は従五位下・摂津守。

## 生涯
貞享2年（1685年）、4代藩主・安部信峯の次男として誕生。宝永3年（1706年）、父の死去により家督を継いだ。このとき、弟・信政に新田1000石を分与した。宝永6年（1709年）3月に従五位下・摂津守に叙位・任官する。
享保8年（1723年）2月7日に死去した。享年39。跡を長男・信平が継いだ。

## 系譜
父母
- 安部信峯（父）
- マツ ー 秋月種信の娘（母）

正室
- 青山秘成の養女、青山忠重の娘

子女
- 安部信平（長男）生母は正室